# TELEM Nantes
TELEM Nantes est un des premiers services télématique français d'information locale, créé à Nantes en 1982

## Historique
Inauguré dans la foulée de l'expérience conduite à Vélizy, le 11 février 1982, par Alain Chenard, maire de Nantes et Louis Mexandeau, ministre des Postes et télécommunications, TELEM a été l'une des premières grandes expériences de télématique d'information locale.
D'abord accessible grâce à 15 bornes publiques disséminées dans la ville (hôtel de ville, mairies annexes, bureaux de poste, bibliothèques… ), ce service permettait au public de consulter une série d'informations variées provenant non seulement de la ville (horaires, formalités… ) mais aussi de toute une série de sources fédérées par l'équipe d'animation du service. 
À partir du 1er novembre 1983, le service devient accessible aux particuliers et nomment aux possesseurs de minitels à domicile. Le palier Télétel choisi fut celui du 3614 pour garantir un accès à faible coût.
TELEM se développa tout au long des années 1980 et atteignit les 600 000 consultations annuelles. Rebaptisé « 3615 Nantes » au début des années 1990, il élargit son offre à la diffusion d'information provenant des communes de l'agglomération nantaise, ainsi que de partenaires économiques (hôteliers, notaires, restaurants… ) et d'organismes publics (offres d’emplois et de formation, offres de logements… ).
Couronné par un oscar de la télématique municipale en 1987, le service déclinera au fur et à mesure de l'arrivée d'Internet, avant de fermer définitivement le 14 novembre 2005.

## Référence
- Archives municipales de Nantes, page 12
- "C'était au siècle dernier, Telem", Gabriel Vitré, revue Place Publique n° 45 juin 2014, page 27
- "Les enjeux socio-politiques et culturels du système télématique TELEM